# 霍恩厄伦
霍恩厄伦是德国莱茵兰-普法尔茨州的一个市镇。总面积5.17平方公里，总人口364人，其中男性194人，女性170人（2011年12月31日），人口密度70人/平方公里。